# Дани грома
Дани грома (енгл. Days of Thunder) је спортски акциони драмски филм из 1990. године.

## Радња
Искусни тренер Хари Хог (Роберт Дувал), који је напустио свет професионалних трка како би избегао скандалозну истрагу, прихвата понуду менаџера Тима Даланда (Ренди Квејд) да тренира Кола Трикла (Том Круз), који се раније такмичио искључиво у формулама, али жели да се окуша у НАСЦАР-у. Низ трка иде добро, претварајући Трикла у најперспективнијег новајлија сезоне - али убрзо он, заједно са главним ривалом Роудијем Бернсом (Мајкл Рукер), доживи несрећу. Али у клиници, Колу је суђено да упозна жену својих снова - др Клер Левицки (Никол Кидман).

## Улоге
| Глумац       | Улога           |
| ------------ | --------------- |
| Том Круз     | Кол Трикл       |
| Роберт Дувал | Хари Хог        |
| Никол Кидман | Др Клер Левицки |
| Ренди Квејд  | Тим Даланд      |
| Кари Елвис   | Рас Вилер       |
| Мајкл Рукер  | Роди Бернс      |

## Зарада
- Зарада у САД - 82.670.733 $
- Зарада у иностранству - 75.250.000 $
- Зарада у свету - 157.920.733 $